# ってか
「ってか」は、日本の女性アイドルグループ日向坂46の楽曲。秋元康が作詞、浦島健太と加藤優希が作曲した。2021年10月27日に6枚目のシングルとしてSony Recordsより発売された。楽曲のセンターポジションは金村美玖が務めた。

## 背景とリリース
2021年の第2弾シングル。前作『君しか勝たん』以来、約5か月ぶりのリリースとなる。
Blu-ray付属の初回仕様限定盤TYPE-A・B・C・D、CDのみの通常盤の全5形態での発売。
同年9月14日、日向坂46公式YouTubeチャンネル「【緊急YouTube Live配信】“6thシングル『タイトル未定』重大発表”」で表題曲のタイトルが発表された。
表題曲は金村美玖が、自身初のセンターポジションを務める。日向坂46 2期生のセンターポジション経験者は小坂菜緒に続き2人目で、日向坂46のシングル表題曲でのセンターポジション経験者は小坂、加藤史帆に続き3人目。
全形態共通収録のカップリング曲「何度でも何度でも」は、上村ひなのが自身ならびに3期生として初めてセンターポジションを務める楽曲で、リリース前の2021年7月18日に開催された『「全国高校生クイズ2021」全国どこでもスマホ一斉予選』で初披露されている。
TYPE-B収録「夢は何歳まで？」と、TYPE-D収録「酸っぱい自己嫌悪」は、本作発売の約7か月前、2021年3月26日に開催された配信ライブ『日向坂46 デビュー2周年キャンペーン Special 2days 〜春のユニット祭り おひさまベスト・プレイリスト2021〜』で初披露されていた楽曲。
ディスクジャケットは、日向坂46の作品で初めて、全形態で全参加メンバーの写真を掲載したデザインとなっている。
日向坂46の作品の全収録曲のフォーメーションおよび、センターメンバーが初公表されている。
TYPE-A・B・C・Dには特典映像として「ひなたの夏休み」が収録される。
本作の参加メンバーは、発売当時活動休止中だった小坂菜緒を除く21名となっている。
表題曲のMVは、前作と同様に公開から、およそ20時間でYouTubeでの再生回数が100万回を突破し、公開から4日後の2021年9月18日に200万回、同年9月22日に300万回、同年9月30日に400万回、2022年5月4日に1000万回再生を越えている。2021年9月24日、字幕設定により歌詞の表示が出来るようになった。

## アートワーク
| 全形態共通 表 | 潮紗理菜・影山優佳・加藤史帆・齊藤京子・佐々木久美・佐々木美玲・高瀬愛奈・高本彩花・東村芽依・金村美玖 河田陽菜・富田鈴花・丹生明里・濱岸ひより・松田好花・宮田愛萌・渡邉美穂・上村ひなの・髙橋未来虹・森本茉莉・山口陽世 |
| TYPE-A 裏     | 齊藤京子・金村美玖・加藤史帆 |
| TYPE-B 裏     | 松田好花・東村芽依・丹生明里・河田陽菜・佐々木美玲 |
| TYPE-C 裏     | 渡邉美穂・佐々木久美・上村ひなの・影山優佳・潮紗理菜 |
| TYPE-D 裏     | 森本茉莉・高本彩花・濱岸ひより・宮田愛萌 |
| 通常版 裏     | 高橋未来虹・高瀬愛奈・山口陽世・富田鈴花 |

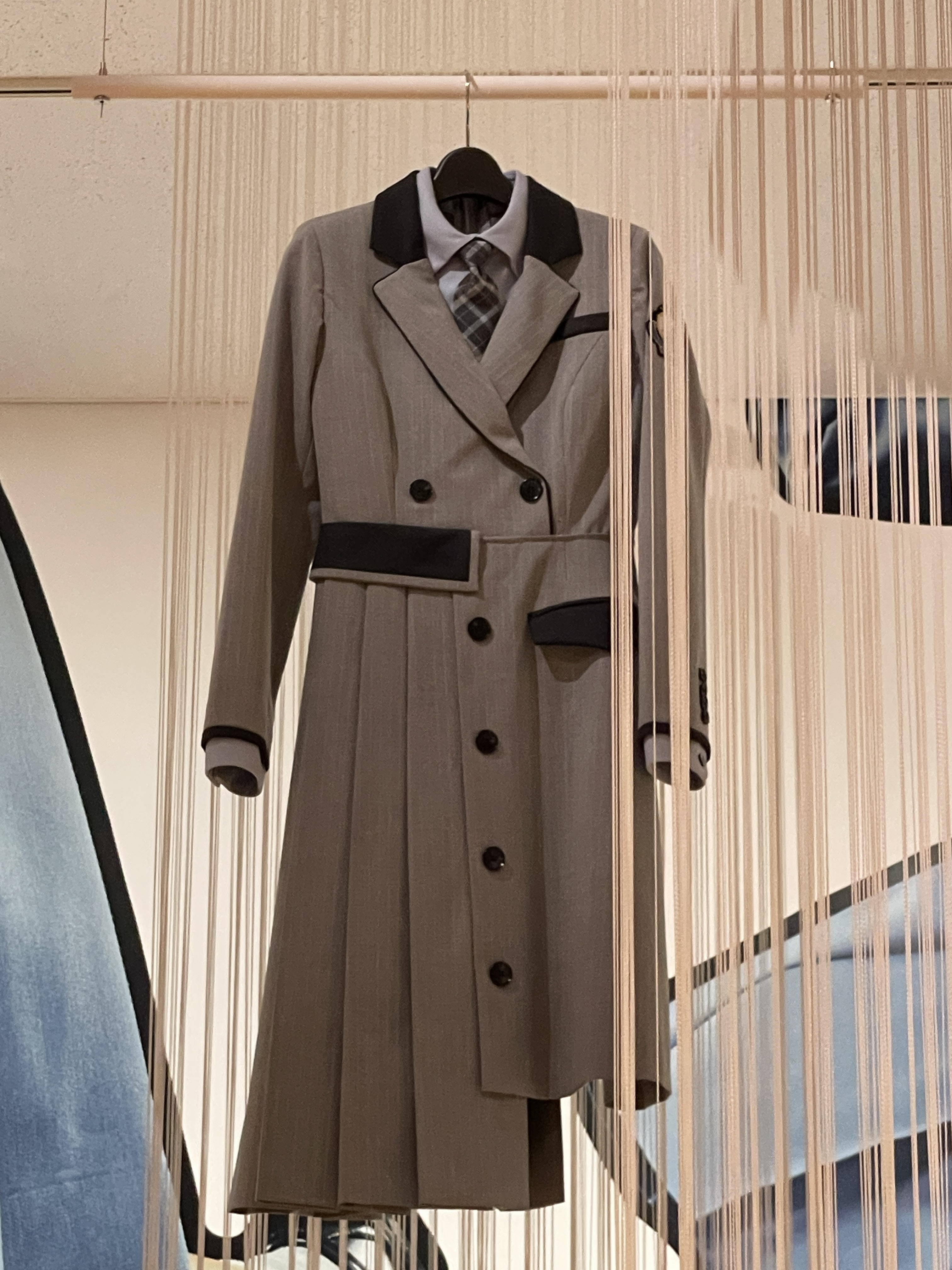
六本木ミュージアムの日向坂46展「WE R!」で展示された『ってか 』の衣装（2024年5月13日撮影）

ジャケット写真のテーマは「日向坂46と不思議な文化祭」であり、賑やかさが演出されている。

## 受賞
2021年10月、『MTV Video Music Awards Japan 2021』において「ってか」のミュージックビデオが最優秀アートディレクションビデオ賞を受賞した。

## チャート成績
2021年10月26日付の『オリコン デイリー シングルランキング』で初日推定売上33万1,511枚を記録し、初登場1位を獲得した。
2021年11月8日付の『オリコン 週間ランキング』においても、初週推定売上41万5,537枚を記録し初登場1位を獲得した。
これで、1stシングルから6作連続で初週40万枚超えとなり、自身がもつ1stシングルから5作連続初週40万枚超えの歴代記録を6作連続に更新した。
2021年11月8日付の『Billboard JAPAN Top Singles Sales』でも初週推定売上43万4,829枚を記録し初登場1位となった。

## ミュージック・ビデオ
ってか
監督：新宮良平 / 振付：TAKAHIRO / 制作：AOI Pro.
街に現れた大きなソフトクリームのモンスターがたくさんの人を襲う。そんな中、それぞれが青い風となり立ち向かう日向坂46のメンバー。ラストでは青い風となったメンバーたちが協力しモンスターに迫る。「どのような状況であっても、ありとあらゆる人々がいて抗う力となり、青空のような元気と時代を走り抜ける若さでいつでも乗り越えられる」というメッセージ性の強い作品となっている。
何度でも何度でも
監督：鈴木健太 / 振付：木下菜津子 / 制作：AOI Pro.
何度でも何回でも、失敗を恐れずにやり直せばいいと学生の気持ちを察して肯定し、一歩踏み出す勇気を与えてくれる作品となっている。
夢は何歳まで?
監督：大河臣（えるマネージメント）/ 振付：TAKAHIRO / 制作：P.I.C.S.
2人が対面で向かい合い歌唱するシーンなどで構成された作品となっている。
酸っぱい自己嫌悪
監督：安藤隼人 / 振付：TAKAHIRO / 制作：P.I.C.S.
あくびLetter
監督：山口悠野（maxilla）/ 振付：CRE8BOY / 制作：P.I.C.S.

## メディアでの使用
ってか
ビビッドアーミー「ビビアミ × 日向坂46秋の大感謝祭！」篇CMソング。
何度でも何度でも
日本テレビ系『第41回高校生クイズ』 応援ソング。
日本テレビ系『バゲット』11月度エンディングテーマ。

## シングル収録トラック

### TYPE-A
| #         | タイトル                                        | 作詞      | 作曲               | 編曲              | 時間  |
| --------- | ----------------------------------------------- | --------- | ------------------ | ----------------- | ----- |
| 1.        | 「ってか」                                      | 秋元康    | 浦島健太、加藤優希 | 加藤優希          | 3:58  |
| 2.        | 「何度でも何度でも」                            | 秋元康    | 後藤康二（ck510）  | 後藤康二（ck510） | 4:15  |
| 3.        | 「思いがけないダブルレインボー」                | 秋元康    | 藤田卓也           | APAZZI            | 4:31  |
| 4.        | 「ってか off vocal ver.」                       |           | 浦島健太、加藤優希 | 加藤優希          | 3:58  |
| 5.        | 「何度でも何度でも off vocal ver.」             |           | 後藤康二（ck510）  | 後藤康二（ck510） | 4:15  |
| 6.        | 「思いがけないダブルレインボー off vocal ver.」 |           | 藤田卓也           | APAZZI            | 4:29  |
| 合計時間: | 合計時間:                                       | 合計時間: | 合計時間:          | 合計時間:         | 25:26 |

| #         | タイトル                                                               | 作詞      | 作曲・編曲 | 監督     | 時間  |
| --------- | ---------------------------------------------------------------------- | --------- | ---------- | -------- | ----- |
| 1.        | 「ってか Music Video」                                                 |           |            | 新宮良平 | 4:56  |
| 2.        | 「何度でも何度でも Music Video」                                       |           |            | 鈴木健太 | 4:29  |
| 3.        | 「ひなたの夏休み」(潮紗理菜、河田陽菜、濱岸ひより、宮田愛萌、森本茉莉) |           |            |          | 42:58 |
| 合計時間: | 合計時間:                                                              | 合計時間: | 52:23      |          |       |

### TYPE-B
| #         | タイトル                            | 作詞      | 作曲                 | 編曲              | 時間  |
| --------- | ----------------------------------- | --------- | -------------------- | ----------------- | ----- |
| 1.        | 「ってか」                          | 秋元康    | 浦島健太、加藤優希   | 加藤優希          | 3:58  |
| 2.        | 「何度でも何度でも」                | 秋元康    | 後藤康二（ck510）    | 後藤康二（ck510） | 4:15  |
| 3.        | 「夢は何歳まで?」                   | 秋元康    | 久下真音、金子麻友美 | 久下真音          | 4:14  |
| 4.        | 「ってか off vocal ver.」           |           | 浦島健太、加藤優希   | 加藤優希          | 3:58  |
| 5.        | 「何度でも何度でも off vocal ver.」 |           | 後藤康二（ck510）    | 後藤康二（ck510） | 4:15  |
| 6.        | 「夢は何歳まで? off vocal ver.」    |           | 久下真音、金子麻友美 | 久下真音          | 4:13  |
| 合計時間: | 合計時間:                           | 合計時間: | 合計時間:            | 合計時間:         | 24:53 |

| #         | タイトル                                                                         | 作詞      | 作曲・編曲 | 監督                         | 時間  |
| --------- | -------------------------------------------------------------------------------- | --------- | ---------- | ---------------------------- | ----- |
| 1.        | 「ってか Music Video」                                                           |           |            | 新宮良平                     | 4:56  |
| 2.        | 「夢は何歳まで? Music Video」                                                    |           |            | 大河臣（えるマネージメント） | 4:23  |
| 3.        | 「ひなたの夏休み」(齊藤京子、佐々木久美、高瀬愛奈、富田鈴花、渡邉美穂、山口陽世) |           |            |                              | 42:49 |
| 合計時間: | 合計時間:                                                                        | 合計時間: | 52:08      |                              |       |

### TYPE-C
| #         | タイトル                            | 作詞      | 作曲               | 編曲              | 時間  |
| --------- | ----------------------------------- | --------- | ------------------ | ----------------- | ----- |
| 1.        | 「ってか」                          | 秋元康    | 浦島健太、加藤優希 | 加藤優希          | 3:58  |
| 2.        | 「何度でも何度でも」                | 秋元康    | 後藤康二（ck510）  | 後藤康二（ck510） | 4:15  |
| 3.        | 「あくびLetter」                    | 秋元康    | 角野寿和           | 角野寿和          | 4:12  |
| 4.        | 「ってか off vocal ver.」           |           | 浦島健太、加藤優希 | 加藤優希          | 3:58  |
| 5.        | 「何度でも何度でも off vocal ver.」 |           | 後藤康二（ck510）  | 後藤康二（ck510） | 4:15  |
| 6.        | 「あくびLetter off vocal ver.」     |           | 角野寿和           | 角野寿和          | 4:10  |
| 合計時間: | 合計時間:                           | 合計時間: | 合計時間:          | 合計時間:         | 24:48 |

| #         | タイトル                                                               | 作詞      | 作曲・編曲 | 監督                | 時間  |
| --------- | ---------------------------------------------------------------------- | --------- | ---------- | ------------------- | ----- |
| 1.        | 「ってか Music Video」                                                 |           |            | 新宮良平            | 4:56  |
| 2.        | 「あくびLetter Music Video」                                           |           |            | 山口悠野（maxilla） | 4:26  |
| 3.        | 「ひなたの夏休み」(影山優佳、加藤史帆、東村芽依、松田好花、髙橋未来虹) |           |            |                     | 40:47 |
| 合計時間: | 合計時間:                                                              | 合計時間: | 50:09      |                     |       |

### TYPE-D
| #         | タイトル                            | 作詞      | 作曲               | 編曲              | 時間  |
| --------- | ----------------------------------- | --------- | ------------------ | ----------------- | ----- |
| 1.        | 「ってか」                          | 秋元康    | 浦島健太、加藤優希 | 加藤優希          | 3:58  |
| 2.        | 「何度でも何度でも」                | 秋元康    | 後藤康二（ck510）  | 後藤康二（ck510） | 4:15  |
| 3.        | 「酸っぱい自己嫌悪」                | 秋元康    | 丸山真由子         | 丸山真由子        | 4:54  |
| 4.        | 「ってか off vocal ver.」           |           | 浦島健太、加藤優希 | 加藤優希          | 3:58  |
| 5.        | 「何度でも何度でも off vocal ver.」 |           | 後藤康二（ck510）  | 後藤康二（ck510） | 4:15  |
| 6.        | 「酸っぱい自己嫌悪 off vocal ver.」 |           | 丸山真由子         | 丸山真由子        | 4:52  |
| 合計時間: | 合計時間:                           | 合計時間: | 合計時間:          | 合計時間:         | 26:12 |

| #         | タイトル                                                                 | 作詞      | 作曲・編曲 | 監督     | 時間  |
| --------- | ------------------------------------------------------------------------ | --------- | ---------- | -------- | ----- |
| 1.        | 「ってか Music Video」                                                   |           |            | 新宮良平 | 4:56  |
| 2.        | 「酸っぱい自己嫌悪 Music Video」                                         |           |            | 安藤隼人 | 5:12  |
| 3.        | 「ひなたの夏休み」(佐々木美玲、高本彩花、金村美玖、丹生明里、上村ひなの) |           |            |          | 40:09 |
| 合計時間: | 合計時間:                                                                | 合計時間: | 50:17      |          |       |

### 通常盤
| #         | タイトル                                | 作詞      | 作曲               | 編曲              | 時間  |
| --------- | --------------------------------------- | --------- | ------------------ | ----------------- | ----- |
| 1.        | 「ってか」                              | 秋元康    | 浦島健太、加藤優希 | 加藤優希          | 3:58  |
| 2.        | 「何度でも何度でも」                    | 秋元康    | 後藤康二（ck510）  | 後藤康二（ck510） | 4:15  |
| 3.        | 「アディショナルタイム」                | 秋元康    | RIRIKO、石原剛志   | RIRIKO、石原剛志  | 4:36  |
| 4.        | 「ってか off vocal ver.」               |           | 浦島健太、加藤優希 | 加藤優希          | 3:58  |
| 5.        | 「何度でも何度でも off vocal ver.」     |           | 後藤康二（ck510）  | 後藤康二（ck510） | 4:15  |
| 6.        | 「アディショナルタイム off vocal ver.」 |           | RIRIKO、石原剛志   | RIRIKO、石原剛志  | 4:35  |
| 合計時間: | 合計時間:                               | 合計時間: | 合計時間:          | 合計時間:         | 25:37 |

### Special Edition
| 全作詞: 秋元康。 |                                  |           |                      |                   |      |
| #                | タイトル                         | 作詞      | 作曲                 | 編曲              | 時間 |
| 1.               | 「ってか」                       | 秋元康    | 浦島健太、加藤優希   | 加藤優希          | 3:58 |
| 2.               | 「何度でも何度でも」             | 秋元康    | 後藤康二（ck510）    | 後藤康二（ck510） | 4:15 |
| 3.               | 「思いがけないダブルレインボー」 | 秋元康    | 藤田卓也             | APAZZI            | 4:31 |
| 4.               | 「夢は何歳まで?」                | 秋元康    | 久下真音、金子麻友美 | 久下真音          | 4:14 |
| 5.               | 「あくびLetter」                 | 秋元康    | 角野寿和             | 角野寿和          | 4:12 |
| 6.               | 「酸っぱい自己嫌悪」             | 秋元康    | 丸山真由子           | 丸山真由子        | 4:54 |
| 7.               | 「アディショナルタイム」         | 秋元康    | RIRIKO、石原剛志     | RIRIKO、石原剛志  | 4:36 |
| 合計時間:        | 合計時間:                        | 合計時間: | 合計時間:            | 30:40             |      |

## 選抜メンバー

### ってか
（センター：金村美玖）
- 3列目：髙橋未来虹、高瀬愛奈、森本茉莉、高本彩花、上村ひなの、濱岸ひより、宮田愛萌、山口陽世、富田鈴花[25]
- 2列目：佐々木久美、影山優佳、松田好花、佐々木美玲、河田陽菜、渡邉美穂、潮紗理菜[25]
- 1列目：東村芽依、齊藤京子、金村美玖、加藤史帆、丹生明里[25]

佐々木久美は1枚目シングル表題曲「キュン」以来シングル5作ぶり、影山は日向坂46改名後では初となる2列目。

### 何度でも何度でも
（センター：上村ひなの）
- 3列目：佐々木久美、影山優佳、高本彩花、加藤史帆、佐々木美玲、齊藤京子、東村芽依、高瀬愛奈、潮紗理菜[25]
- 2列目：濱岸ひより、宮田愛萌、森本茉莉、髙橋未来虹、山口陽世、渡邉美穂、富田鈴花[25]
- 1列目：河田陽菜、丹生明里、上村ひなの、金村美玖、松田好花[25]

松田はけやき坂46時代を含め、自身初の1列目。髙橋・森本・山口は、いずれも自身初となる2列目。1期生は全員が3列目となっている。

### 思いがけないダブルレインボー
（センター：金村美玖）
- 3列目：髙橋未来虹、高瀬愛奈、森本茉莉、高本彩花、上村ひなの、濱岸ひより、宮田愛萌、山口陽世、富田鈴花[25]
- 2列目：佐々木久美、影山優佳、松田好花、佐々木美玲、河田陽菜、渡邉美穂、潮紗理菜[25]
- 1列目：東村芽依、齊藤京子、金村美玖、加藤史帆、丹生明里[25]

フォーメーションは表題曲と同一。

### 夢は何歳まで?
- 東村芽依、高本彩花（あゃめぃちゃん[注釈 3]）[15][25]

### あくびLetter
- 丹生明里、金村美玖、渡邉美穂（カラーチャート）[50]

### 酸っぱい自己嫌悪
- 山口陽世、濱岸ひより、佐々木美玲、河田陽菜（みーぱんファミリー）[15][25]

## 関連番組
2021年9月14日、日向坂46 OFFICIAL YouTube CHANNELで広島グリーンアリーナから、「【緊急YouTube Live配信】“6thシングル『タイトル未定』重大発表”」が生配信された。